# Huiyun Center
Das Huiyun Center ist ein superhoher Wolkenkratzer in Shenzhen (Guangdong) in der Volksrepublik China. Das Bauwerk ist 359,2 Meter hoch und hat 80 Stockwerke. Die Bauarbeiten begannen 2016 und wurden 2023 abgeschlossen.
Dieses gemischt genutzte Gebäude, das sowohl Büroflächen als auch Hotelräume umfasst, ist Teil des Shenwan Huiyun Center, eines Modellviertels in Shenzhen, welches die Bereiche Arbeit, Freizeit und Einzelhandel verbindet und über eine gute Verkehrsanbindung verfügt.